# Жихаревка (Ульяновська область)
Жихаревка (рос. Жихаревка) — присілок в Новоспаському районі Ульяновської області Російської Федерації.
Населення становить 55 осіб. Входить до складу муніципального утворення Красносельське сільське поселення.

## Історія
Від 2004 року входить до складу муніципального утворення Красносельське сільське поселення.

## Населення
| 2010 |
| ---- |
| 55   |